# Kloster Marienkron (Mönchhof)

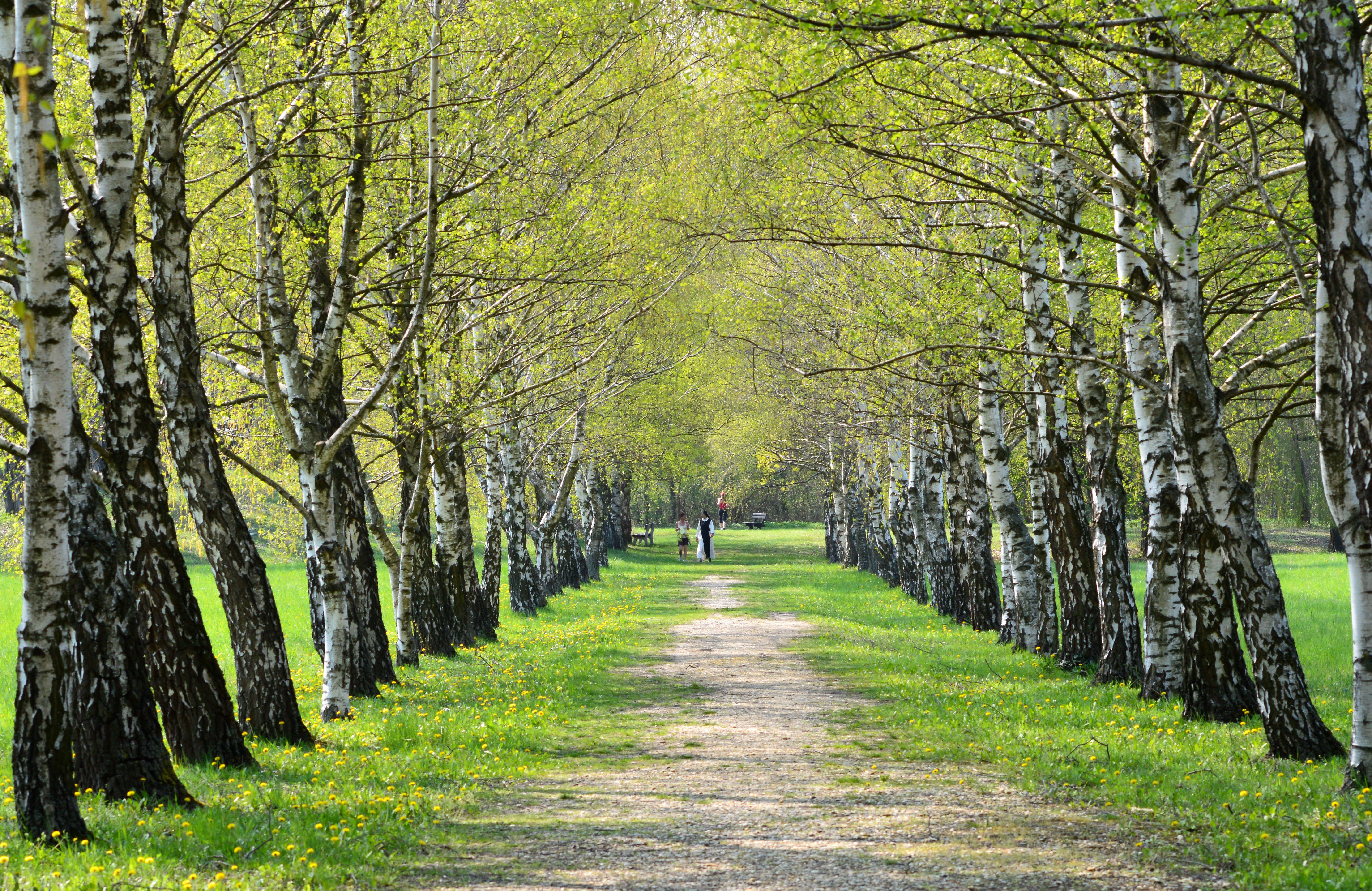
Allee auf dem Gelände der Abtei

Kloster Marienkron ist eine Zisterzienserinnen-Abtei in Mönchhof im Burgenland in Österreich, die auch das Zentrum für Darm und Gesundheit (früher: Kneipp- und Entspannungszentrum Marienkron) betreibt.

## Geschichte
Nach dem Zweiten Weltkrieg und der globalen Expansion des Kommunismus war der damalige Abt Karl Braunstorfer des Zisterzienserstiftes Heiligenkreuz darum bemüht, an der Grenze zum Eisernen Vorhang in Österreich eine Gebetsstätte zu errichten. Das Heiligenkreuzer Konventkapitel erklärte sich bereit, Land in der burgenländischen Stiftspfarre Mönchhof dafür zur Verfügung zu stellen. Nonnen aus dem bayerischen Kloster Seligenthal stimmten zu, eine Neugründung im Sinne Braunstorfers zu wagen. Im Jahr 1955 trafen sechs Nonnen ein, darunter die spätere erste Äbtissin Rosaria Golsch. Bevor der Klosterneubau Marienkrons zwischen 1957 und 1958 realisiert werden konnte, führten die Nonnen im Pfarrhof von Mönchhof ein provisorisches Klosterleben. Der Name Marienkron nimmt Anklang an das 1950 proklamierte Dogma der leiblichen Aufnahme Mariens in den Himmel. Bischof Stephan László weihte am 7. November 1958 das Kloster, das am 15. August 1959 selbständiges Priorat und im Jahr 1991 zur Abtei erhoben wurde.
Am 29. März 2014 segnete der Heiligenkreuzer Abt Maximilian Heim nach knapp einjähriger Bauzeit ein neues Konventgebäude. Heim ist Vaterabt von Marienkron, das keiner Kongregation angehört, sondern direkt dem Zisterzienserorden inkorporiert ist. Der Konvent besteht aus 14 Schwestern unter der Leitung von Ancilla Betting.

## Äbtissinnen
- 1992–2001: Rosaria Golsch
- 2001–2011: Mirjam Dinkelbach
- 2011–2023: Ancilla Betting (Priorin Administratorin ad nutum Abbatis Generalis)
- seit 2023: Maria Immaculata Steiner (Priorin Administratorin ad nutum Abbatis Generalis)

## Wirtschaft und Kurhaus
Bis 1968 bezogen die Schwestern ihr Einkommen aus der Zucht von Hühnern, einer Pfirsichplantage und der Bewirtschaftung von 20 ha landwirtschaftlicher Nutzfläche. Seit 1969 ist der Betrieb einer Gästeunterkunft das wirtschaftliche Standbein des Klosters, welches zu dieser Zeit um ein Kneipp- und Erholungszentrum erweitert wird. Die frei gewordenen Felder bilden seit diesem Zeitpunkt den Kurpark.
2007 wurde das Kurhaus, mittlerweile ein Vier-Sterne-Hotel mit 144 Zimmern, unter weltliche Leitung gestellt. Von 2012 bis Jahresende 2014 übernahm die Vinzenz Gruppe die Geschäftsführung des Kurhauses. Seit 1. Jänner 2015 teilt sich Marienkron mit den Elisabethinen in Graz und Linz sowie dem Stift Heiligenkreuz das Eigentumsrecht. 2018 entschlossen sich die Eigentümer, das Gebäudeensemble weitreichenden Umbau- und Renovierungsarbeiten zu unterziehen, in deren Verlauf knapp 44 Prozent der alten Bausubstanz abgebrochen wurden. Die Investitionssumme betrug 13,5 Millionen Euro. Am 14. Juni folgte die Wiedereröffnung als „Zentrum für Darm und Gesundheit“.
Seit Februar 2021 ist die Landesholding Burgenland mit 24,9 Prozent neuer Gesellschafter am Kurhaus Marienkron.